# Subcanal digital
En radiodifusión, un subcanal digital representa a cada uno de los programas independientes que son transmitidos al mismo tiempo desde una estación de Radio Digital Terrestre o televisión digital terrestre en el mismo canal de radiofrecuencia. Esto se hace mediante el uso de técnicas de compresión de datos que reducen el tamaño de cada flujo de programa individual, y multiplexación para combinarlos en una sola señal. Esta práctica es a veces denominada multicasting.

## Consideraciones técnicas

### División en subcanales
La televisión digital terrestre de formato ATSC soporta múltiples subcanales digitales, si el flujo de datos de aproximadamente de 19,39 Mbit/s está dividido. Por lo tanto, los administradores de estaciones podrían llevar a cabo cualquiera de los esquemas indicados en la tabla utilizando un canal de 6MHz. Debe observarse que la tasa de bits verdadera puede subir o bajar, debido al uso de una codificación de tasa de bits variable:
| HDTV                          |     | Tipos de subcanales                    |
| ----------------------------- | --- | -------------------------------------- |
| 1 de 1080i o 720p (19 Mbit/s) |     | Ninguno                                |
| 1 de 1080i o 720p (15 Mbit/s) | + 1 | SDTV de 480p o 480i (~ 3,8 Mbit/s)     |
| 1 de 1080i o 720p (11 Mbit/s) | + 1 | HDTV de 720p (8 Mbit/s)                |
| 1 de 1080i o 720p (11 Mbit/s) | + 2 | SDTV de 480p o 480i (~ 3,8 Mbit/s c/u) |
| 1 de 720p (8 Mbit/s)          | + 3 | SDTV de 480p o 480i (~ 3,8 Mbit/s c/u) |

### Velocidades de datos
Con las mejoras que se han hecho en la codificación MPEG, y una mayor tasa variable de codificación, se pueden combinar más subcanales. La combinación de un subcanal de 720p más cuatro de 480i es cada vez más común. Para una velocidad de 30p o 60i (progresiva y entrelazada, respectivamente) imágenes por segundo, los canales de televisión digital sin comprimir tienen las siguientes velocidades:
| Norma     | Característica de la señal              | Velocidad (Mpx/s) |
| --------- | --------------------------------------- | ----------------- |
| Americana | 640 × 480i60/p30 (SDTV en NTSC)         | 9,216             |
| Americana | 704 × 480i60/p30 (SDTV de 16:9 en ATSC) | 10,1376           |
| Americana | 720 × 480i60/p30 (DVD en NTSC)          | 10,368            |
| Americana | 1280 × 720p30                           | 27,648            |
| Americana | 1280 × 720p60                           | 55,296            |
| Americana | 1920 × 1080i60/p30                      | 62,208            |
| Europea   | 704 × 576i50/p25 (SDTV en PAL)          | 10,1376           |
| Europea   | 720 × 576i50/p25 (DVD en PAL)           | 10,368            |
| Europea   | 1280 × 720p25                           | 23,04             |
| Europea   | 1280 × 720p50                           | 46,08             |
| Europea   | 1920 × 1080i50/p25                      | 51,84             |

En la norma digital ATSC, los canales deben ser comprimidos en un flujo de 19,4 Mbps en un canal RF de 6MHz de ancho y 38,8 Mbps en sistemas de cable.
- Datos: Q5276171